# U-134号潜艇 (1941年)
U-134号（德語：U 134）是纳粹德国战争海军建造的568艘VII-C型潜艇（或称U艇）之一。它由不来梅的伏尔铿费格扎克船厂承建，于1941年5月17日下水，至同年7月26日交付使用。第二次世界大战期间，该艇曾执行过九次巡逻作战，共击沉2艘同盟国或中立国商船以及1艘己方商船，累积总吨位为12,147吨。1943年8月27日，U-134号在奥特加尔角以北的比斯开湾遭英国巡防舰罗瑟号以深水炸弹击沉，艇内48名官兵全数阵亡。

## 设计
VII-C型是VII级潜艇的第三次、也是最有价值的改进型。它搭载了被称为“S装置”的新式主动声呐系统，为了容纳这种新设备，VII-C型的艇体尺寸有所增加，并重新设计了鞍状水舱，在其两侧各增加了一个可提供储备浮力的小型浮舱，有利于潜艇完成快速下潜。U-134号的全长为67.10米，舷宽6.20米、并有4.74米的吃水深度，水上和水下排水量分别为769吨和871吨。该艇采用双轴设计，具有两副直径为1.23米的三叶螺旋桨。在机械系统方面，VII-C型艇也得到了升级：通过艇上配备的燃油过滤系统，柴油机润滑系统的使用受命得以延长，也为不同润滑剂在艇上机械设备上混合使用留足了余地。原先前型艇用于发射鱼雷和主压载舱吹除操作的电动空气压缩机则改为容克斯的柴动压缩机，从而减小了对艇上电气系统的依赖；此外，该型艇还装配了更为现代化的电力转换系统。动力由两台曼恩生产的M6V 40/46型六缸四冲程1,400匹公制馬力（1,000千瓦特）涡轮增压柴油机用于水面运行，以及两台布朗-博韦里提供的GG UB 720/8型375匹公制馬力（280千瓦特）双作用电动发电机用于水下航行；水面最高航速17.7節（32.8每小時），水下7.6節（14.1每小時）；能够在水面以10節（19每小時）航速续航8,500海里（15,700），或以4節（7.4每小時）连续在水下航行80海里（150）而无需充电。
武器装备方面，U-134号装备有五具内置式鱼雷发射管——艇艏四具、艇艉一具。其艇艉的鱼雷发射管设计在耐压壳体内部、两片舵之间，鱼雷可以由此向外发射。在轮机舱甲板下方还配备了用于艇艉的鱼雷装填系统，耐压壳体与甲板室之间一前一后还设计有外置鱼雷贮存装置，因此U-134号可携带14枚G7型鱼雷。但不同于其它批次的C型艇，该艇不设水雷贮存及布设装置。此外，它还搭载有一门配备220发弹药的88毫米35式速射炮以及一门配备1,195发弹药20毫米30式高射炮作为甲板炮。其标准船员编制为4名军官及40－56名水兵。

## 历史
1939年8月7日，海军造舰局将第三批次的五艘VII-C型潜艇（U-132至U-136号）建造合同发包予不来梅的伏尔铿公司。其中U-134号于1940年9月6日开始在费格扎克船厂铺设龙骨，建造序列为13号。经过八个多月的建造，它于1941年5月17日下水，至同年7月26日在曾担任U-19号艇长的海军上尉鲁道夫·申德尔的指挥下交付使用。完成海试后，该艇加入驻基尔的第5潜艇区舰队，先是在波罗的海进行战备训练，进而于1941年11月作为前线艇换编至驻拉帕利斯的第3潜艇区舰队，直到1943年8月27日沉没。
第二次世界大战期间，U-134号曾执行过九次巡逻和七次狼群作战，共击沉3艘累积总吨位为12,147吨的同盟国、中立国和己方商船，另击落1架美国飞艇。

### 作战巡逻
完成战备训练后，申德尔桑率领U-134号于1941年12月1日06:00从基尔启程执行首次巡逻。他们先是穿越波罗的海至克里斯蒂安桑经停，继而沿北海和巴伦支海北上，于12月12日14:00抵达挪威的希尔克内斯。在这次为期十二天的航行中，U-134号错误击沉了1艘德国商船：12月9日21:04，该艇向挪威海岸附近西行的两列护航队中的两艘船发射两枚鱼雷，命中了左列的第二艘船。隶属克内尔-布尔夏德航运的施泰因贝克号（Steinbek）被击中船舯部，不久后沉没。申德尔认为他袭击了敌方护航队，并报告一艘4,000总吨的轮船沉没，但三小时后U艇总司令部以无线电消息通知他，他错误地袭击了德国船队。该船队由4艘德国商船组成，并由3艘德国武装拖网船护航。海军总司令部事后调查了这次友军误伤事件，并认定申德尔犯了一个不可思议的错误，竟判断敌方护航队会在德国控制的挪威海岸附近航行。他们将此次事件的责任全部归咎于艇长，并干预指挥在挪威沿海水域作战的德国潜艇。U艇总司令部得出的结论则是不应该苛责艇长，因为他不知道德国船只在该地区的航行时间和位置。这仅是U-134号及其艇长在北极附近相对较新的作战区域的第一次巡逻。
1941年12月24日09:00，U-134号在申德尔的指挥下离开希尔克内斯，前往挪威海和熊岛南部的巴伦支海执行第二次巡逻。从12月25日至1942年1月19日，它曾加入“乌兰狼群”，意图以集群方式袭击盟军的护航船队，并取得首计战功：1月2日06:48，申德尔用一枚鱼雷在熊岛以南约20海里（37）处击中一艘无护航的货轮，并观察到船员弃船，随后货轮断成两截，至07:20沉没。这是来自PQ-7a号护航队的英国货轮瓦济里斯坦号（Waziristan），它因海冰而搁滩，于06:22和06:39便已被两枚鱼雷击中。经过为期二十八天、水面4,023海里（7,451）和水下79海里（146）的航行，U-134号于1月20日14:00返回希尔克内斯。
直到第七次巡逻，U-134号才再次有所斩获。彼时该艇已移驻德占法国的第3潜艇区舰队，于1942年10月15日18:15从拉帕利斯出发。但由于艇载无线电侦察探测仪发生故障，必须当天返航，经过修复后和重新出发后，它深入非洲西部，在弗里敦和佛得角附近的大西洋中部游弋，至1943年1月19日05:55才回到拉帕利斯。从10月20日至11月2日，U-134号曾加入“战斧狼群”，但无果而终。11月13日，U-462号为其补充了70立方米燃料和十五天的给养。一天后，无护航的巴拿马货船斯卡帕湾号（Scapa Flow）被申德尔发射的两枚鱼雷分别击中左舷船桥下方和3号货舱，不到一分钟便沉没。申德尔早在11:37便发现该船身处一条禁止攻击的航线上，但因必须首先向U艇总司令部申请攻击许可而只能先行尾随。12月10日，U-134号再从U-461号转移了30立方米燃料、500升润滑油和十四天的给养，确保完成这次总历时九十七天、水面15,641海里（28,967）和水下552海里（1,022）的超长航行。
曾执掌U-634号潜艇的海军中尉汉斯-京特·布罗辛于1943年2月3日接任U-134号艇长。其最后一次巡逻于6月10日08:15离开拉帕利斯，前往古巴北部的北大西洋游弋，从此再未归航。7月8日，一架隶属美国海军第8巡逻飞行中队的飞机发现了U-134号，当时该艇仍在前往百慕大东南部的预定作战区域途中。飞机投下六枚深水炸弹，并用机枪扫射该艇，但布罗辛毫发无损地躲过了袭击并继续航行。十天后，从里士满海军航空站起飞的K-74号飞艇（隶属美国海军第21飞艇巡逻中队）于7月18日23:40也通过佛罗里达海峡的雷达发现了U-134号，然后从云层中出现并进行目视接触。后者当时正浮出水面，船员打开舱门排出二氧化碳并呼吸新鲜空气，预备拦截附近的两艘同盟国商船。美国海军原则上要求飞艇远离水面潜艇的射程，并引导飞机或舰船进行攻击。但飞艇的飞行员无视这一原则，试图阻止德国潜艇袭击商船。U-134号转向左舷，以20毫米炮击中正以55節（102每小時）速度接近的K-74号，后者也用吊舱上的机枪还击。当飞艇在轰炸过程中飞过潜艇时，炮火击中了它的一具发动机，而其自身的机枪无法充分下压，但仍成功投下了两枚深水炸弹。K-74号起火燃烧，失去控制，机头朝上，迅速上升到1,000英尺（300）的高度，在丢弃外部油箱以重新获得控制后，缓慢地尾朝下坠入海中，成为战争中唯一被击落的飞艇。U-134号则有5号压载舱和4号潜水舱受损。
随后，在对U-134号进行全力搜寻时，美国海军一架文图拉反潜机于7月19日发现该艇并投下了三枚深水炸弹，对其前部炮塔造成严重损坏，被迫提前折返法国。8月21日，返航途中的布罗辛又遭到从美国护航航空母舰克洛坦号上起飞的野猫和复仇者飞机的袭击，当时该航母正在葡萄牙西部的大西洋为UGS-14号船队护航。潜艇安然无恙。直到8月27日，已回到比斯开湾的U-134号才在奥特加尔角以北的44°03′N 08°05′W / 44.050°N 8.083°W处遭英国巡防舰罗瑟号以深水炸弹击沉，艇内48名官兵全数阵亡。

## 袭击历史摘要
| 日期           | 船名         | 船籍     | 吨位   | 结局 |
| -------------- | ------------ | -------- | ------ | ---- |
| 1941年12月9日  | 施泰因贝克号 | 納粹德國 | 2,185  | 击沉 |
| 1942年1月2日   | 瓦济里斯坦号 | 英国     | 5,135  | 击沉 |
| 1942年11月14日 | 斯卡帕湾号   | 巴拿马   | 4,827  | 击沉 |
| 1943年7月18日  | K-74号飞艇   | 美國海軍 | 不適用 | 击落 |

## 脚注
1. ↑  威廉生，第11頁.
2. ↑  加洛普，第74頁.
3. 1 2  Gröner 1991，第43–46頁.
4. ↑  加洛普，第72頁.
5. 1 2 3  . U-Boot-Archiv.   [2025-03-24].
6. 1 2  Helgason, Guðmundur. . German U-boats of WWII - uboat.net.   [2025-03-24].
7. 1 2  Helgason, Guðmundur. . German U-boats of WWII - uboat.net.   [2025-03-24].
8. ↑  Helgason, Guðmundur. . German U-boats of WWII - uboat.net.   [2025-03-24].
9. ↑  . Arnold Hague Convoy Database.   [2013-10-15].
10. ↑  Helgason, Guðmundur. . German U-boats of WWII - uboat.net.   [2025-03-24].
11. ↑  Helgason, Guðmundur. . German U-boats of WWII - uboat.net.   [2025-03-24].
12. ↑  Helgason, Guðmundur. . German U-boats of WWII - uboat.net.   [2025-03-24].
13. 1 2  Helgason, Guðmundur. . German U-boats of WWII - uboat.net.   [2025-03-24].
14. ↑  Vaeth, J. Gordon. . United States Naval Institute Proceedings: 84–86.
15. ↑  Dorr, Robert. F. . Defense Media Network. 2017-10-11  [2025-03-24].